# Сестри і брати (фільм)
«Сестри і брати» (англ. Sisters & Brothers) — канадський кінофільм режисера Карла Бессая, який вийшов на екрани в 2011 році.

## Сюжет
Унікальний і часто веселий зв'язок між сестрами і братами досліджується в цій новій комедії. Рорі завжди хотів бути знаменитим, і не радий, що його брат побив його на цьому полі. Сара приголомшена, виявивши, що у неї є індійська зведена сестра. Ніккі і Меггі відправляються в поїздку з невдахою, який робить їх примирення неможливим. І Луїза, яка намагається з'ясувати, чи дійсно її брат психічно хворий?

## У ролях
| Актор            | Роль    |
| ---------------- | ------- |
| Корі Монтіт      | Джастін |
| Дастін Мілліган  | Рорі    |
| Аманда Крю       | Ніккі   |
| Гебріелль Міллер | Луїза   |
| Майкл Еклунд     | режисер |

## Знімальна група
- Режисер — Карл Бессай
- Продюсер — Емілі Елден, Карл Бессай, Джеймс Браун
- Композитор — Ден Моксон